# Ulrich Ochsenbein
Ulrich Ochsenbein (Unterlangenegg, 11 de novembro de 1811 – 3 de novembro de 1890) foi um político suíço. Foi membro do Conselho Federal suíço de 1848 a 1854.
Hoffmann foi eleito Cônsul Federal da Suíça em 16 de novembro de 1848 e ocupou o cargo até 31 de dezembro de 1854.

## Vida profissional
Ele estudou Direito e a partir de 1835 teve um escritório de advocacia junto com seu cunhado Eduard Sury. Ele chefiou os Radicais de Berna (Berner Radikale) junto com Jakob Stämpfli. Os radicais mais tarde se tornaram o Partido Democrático Livre.

## Carreira política
Ulrich Ochsenbein participou do Freischarenzüge (Restauração) contra a Lucerna católica em 1844 e 1845. Foi membro do Grossrat no cantão de Berna de 1845 a 1846, presidente do Verfassungsrat em 1846 e membro do Regierungsrat de 1846 a 1848. 1847 a 1848 ele representou o cantão de Berna no Tagsatzung (dieta) que presidiu em 1847. Ele desempenhou um papel importante que a constituição suíça foi aceita pela população suíça no referendo constitucional realizado em 6 de junho de 1848.

Ele foi eleito para o Conselho Federal da Suíça em 16 de novembro de 1848 e transferido para o cargo em 31 de dezembro de 1854, após ser destituído por votação. Ele é um dos poucos legisladores federais a perder o cargo. Durante seu mandato como legisladores federal, eclodiu uma briga entre os conservadores e um grupo do partido radical. Não querendo assumir posições, ele perdeu a confiança de ambos os lados. Durante sua gestão, ocupou o Departamento Militar (Departamento de Defesa).